# Монтевесково (Форли-Чезена)
Монтевесково (итал. Montevescovo) је насеље у Италији у округу Форли-Чезена, региону Емилија-Ромања.
Према процени из 2011. у насељу је живело 8 становника. Насеље се налази на надморској висини од 247 м.